# 오펠 벡트라
오펠 벡트라(Opel Vectra)는 1988년부터 2008년까지 생산된 오펠의 승용차이다.

## 1세대

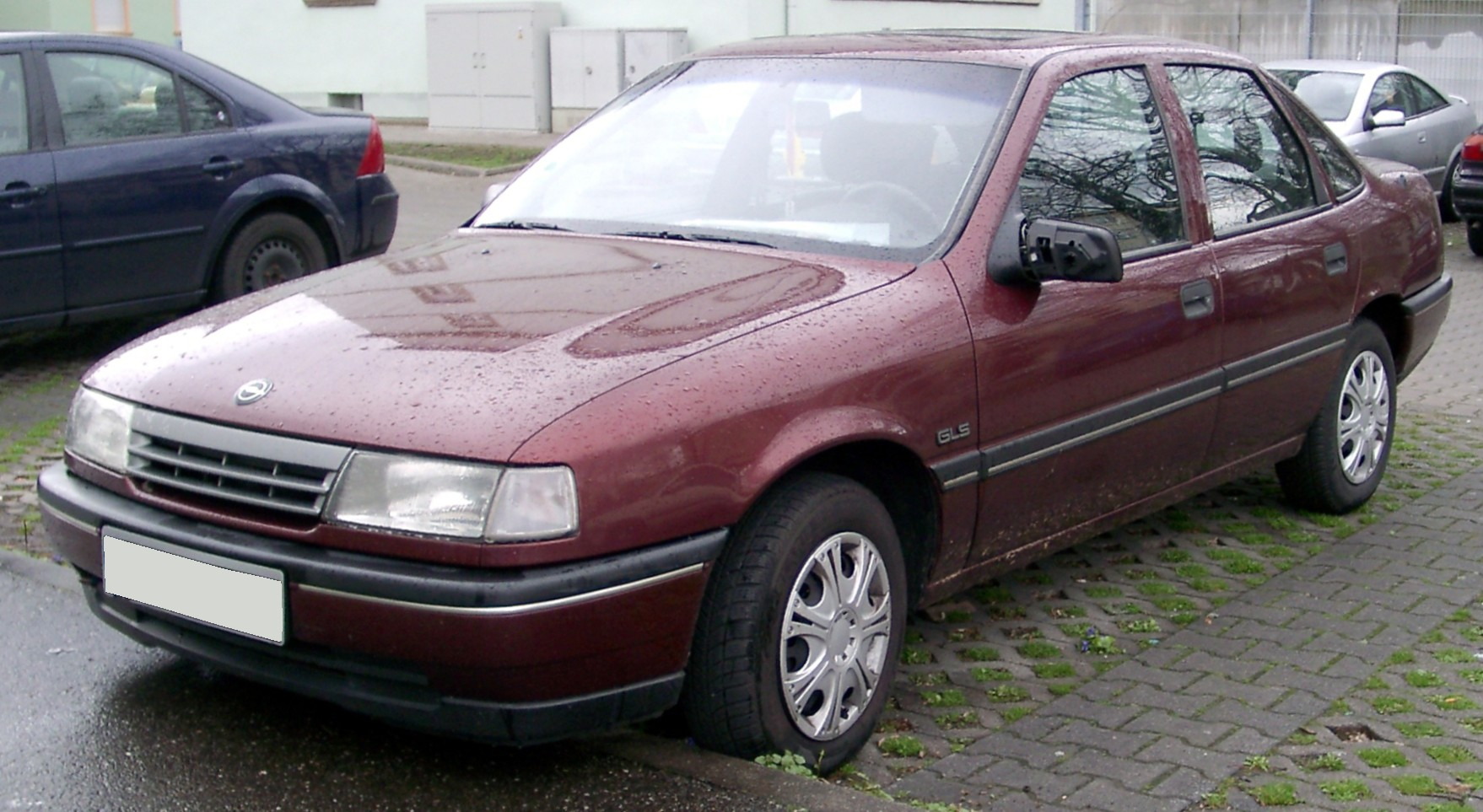
오펠 벡트라(전기형) 정측면

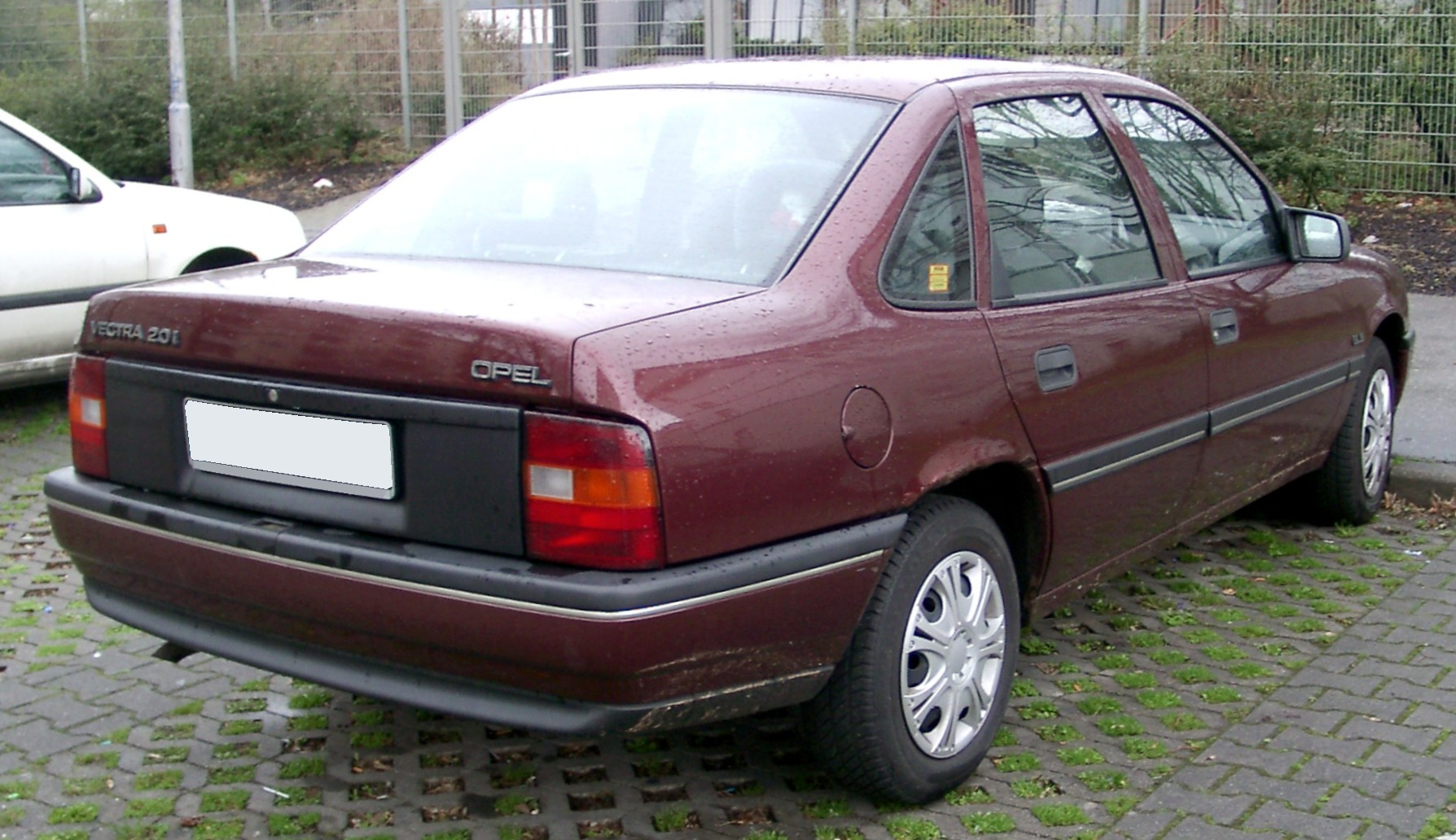
오펠 벡트라(전기형) 후측면

아스코나의 후속 차종으로 출시되었으며, 바디 타입은 세단과 해치백 등 2가지가 있었다. 출시 초기에는 직렬 4기통 가솔린 엔진을 탑재했으나, 1992년에 V형 6기통 가솔린 엔진을 추가했다. 이스즈의 직렬 4기통 디젤 엔진도 탑재되어 유럽에서 판매되었다. 파생 차종으로 칼리브라도 출시되었다.

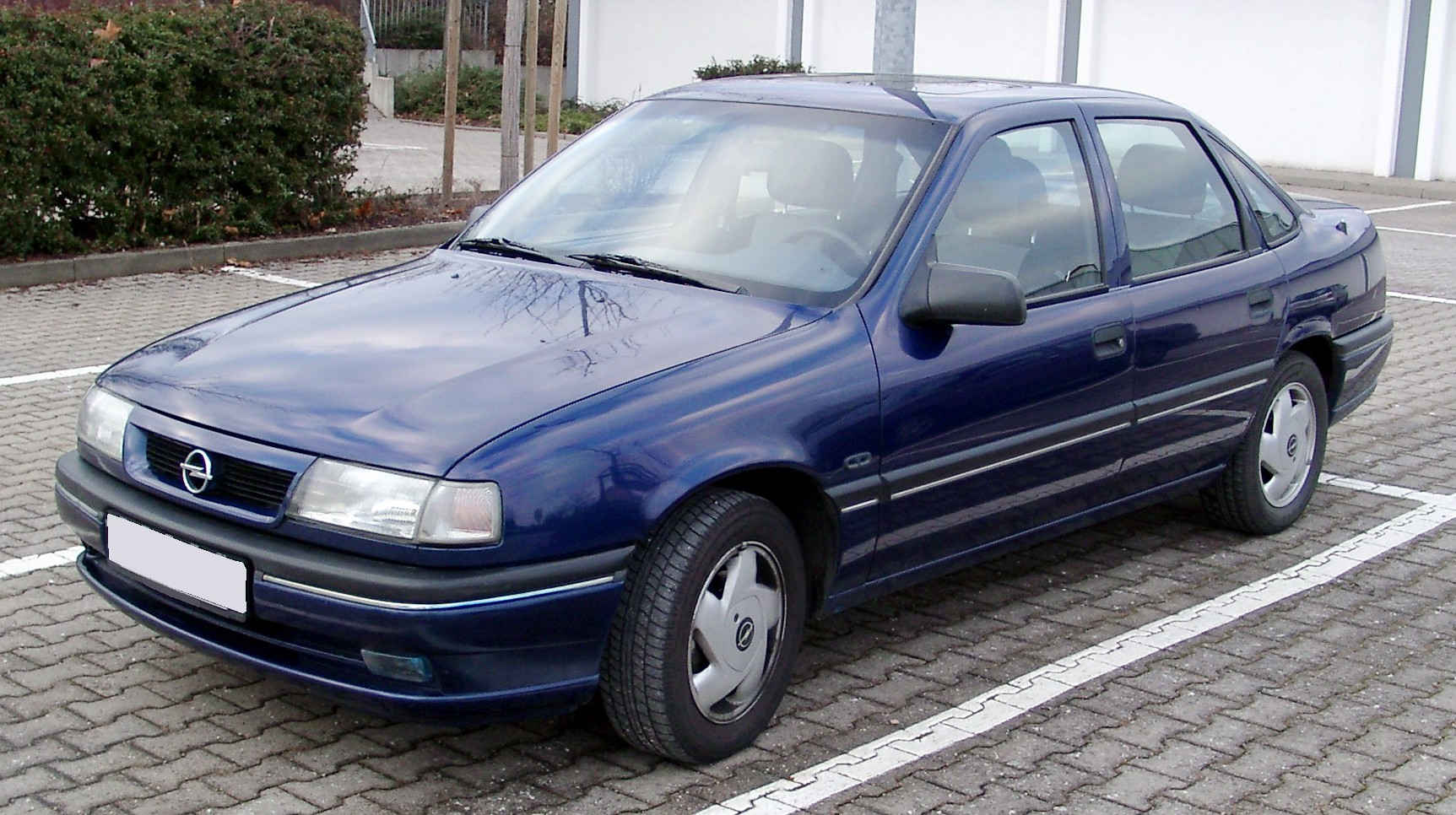
오펠 벡트라(후기형) 정측면
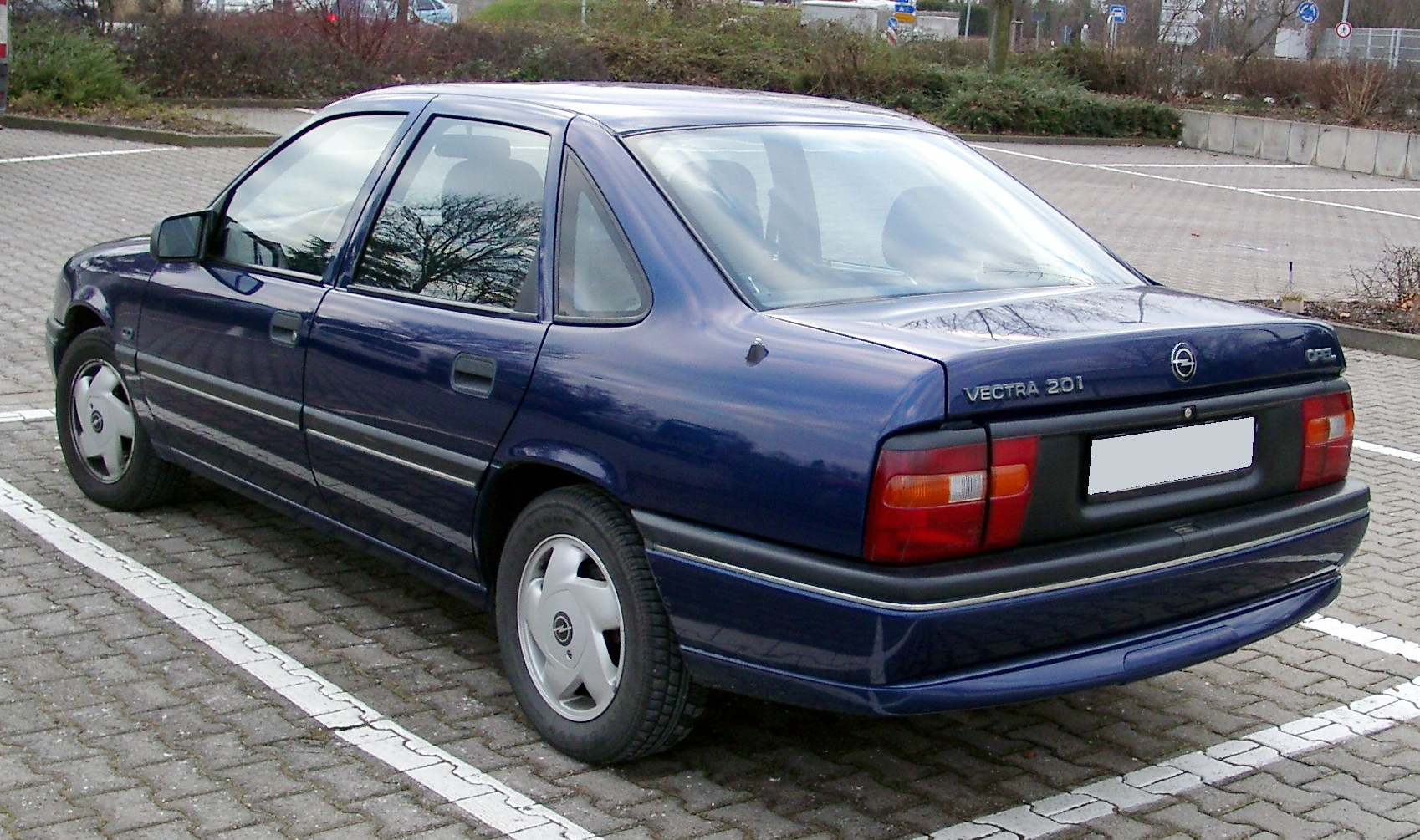
오펠 벡트라(후기형) 후측면

## 2세대

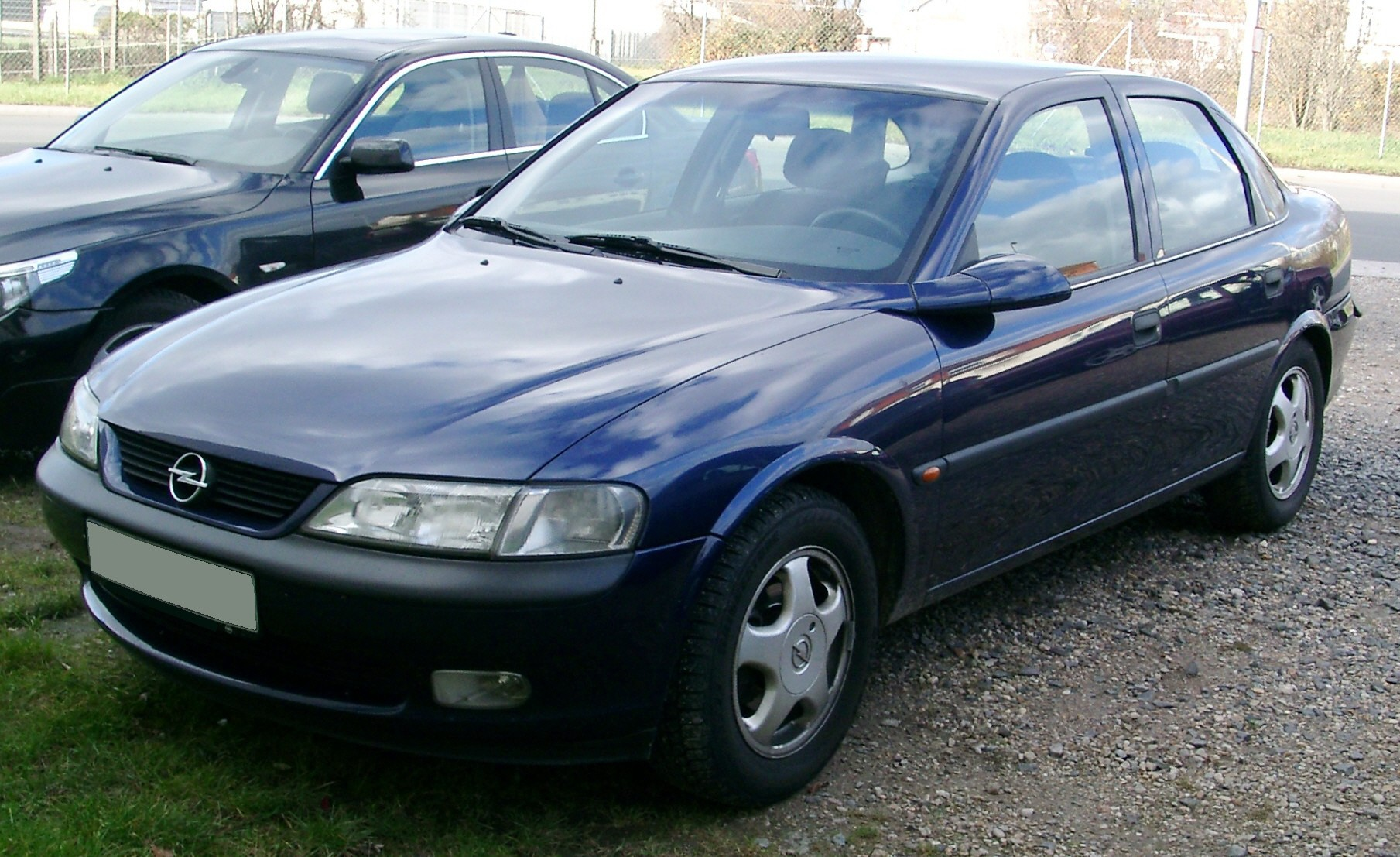
오펠 벡트라(전기형) 정측면

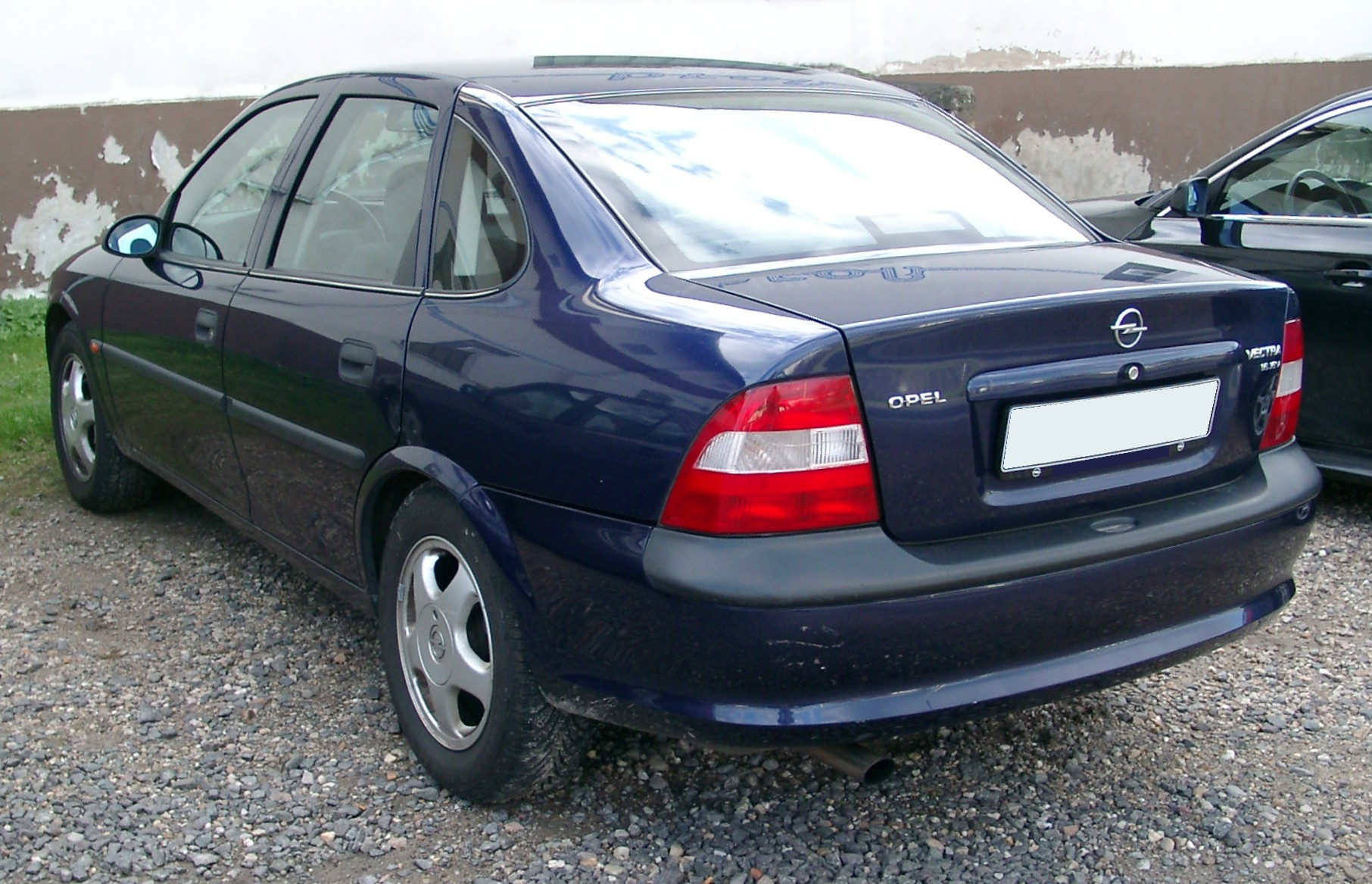
오펠 벡트라(전기형) 후측면

2세대부터는 유럽에서 선호도가 높은 스테이션 왜건이 바디 타입에 추가되었다. 디젤 엔진은 여전히 이스즈의 것이 탑재되었다.

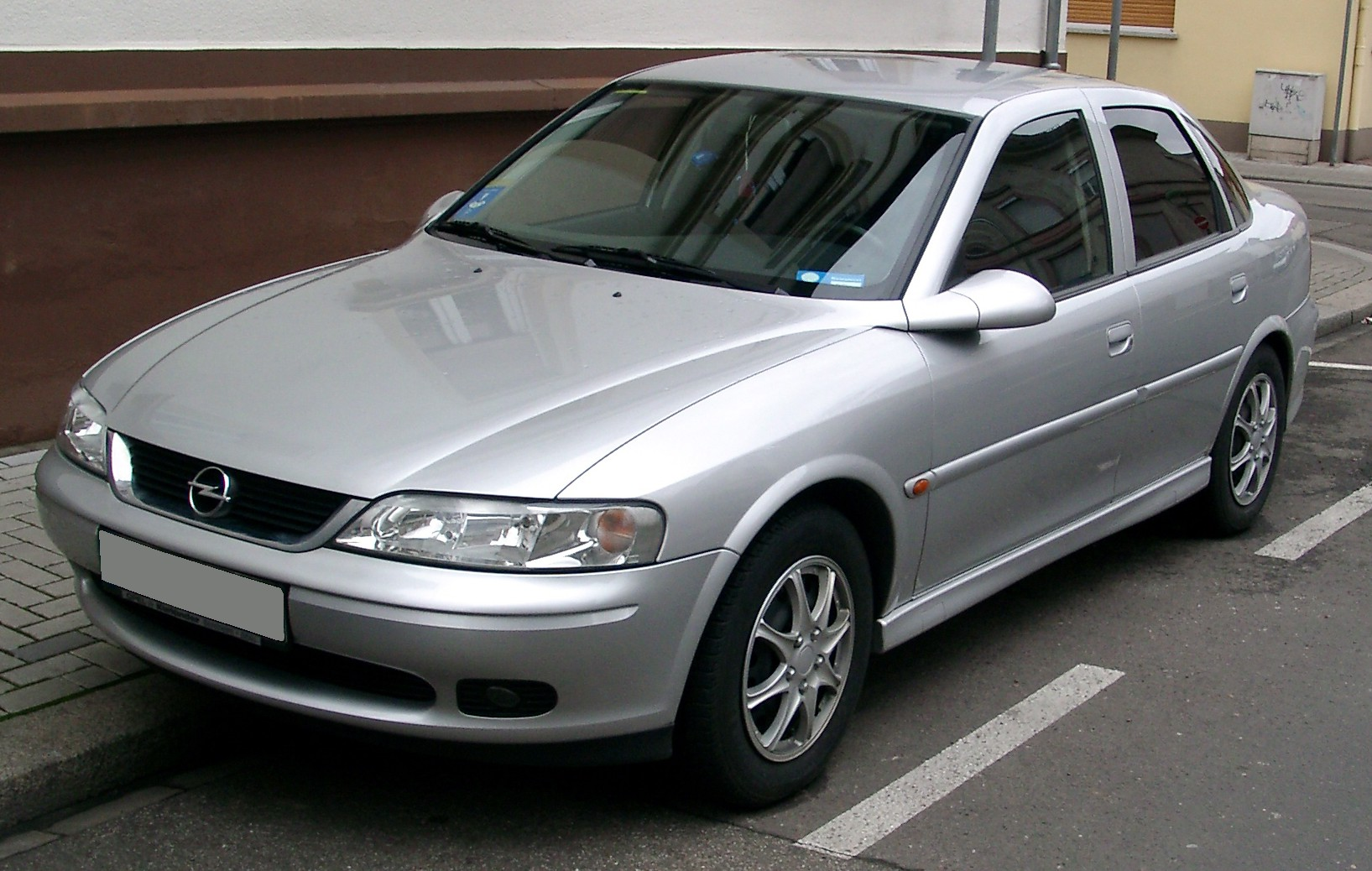
오펠 벡트라(후기형) 정측면
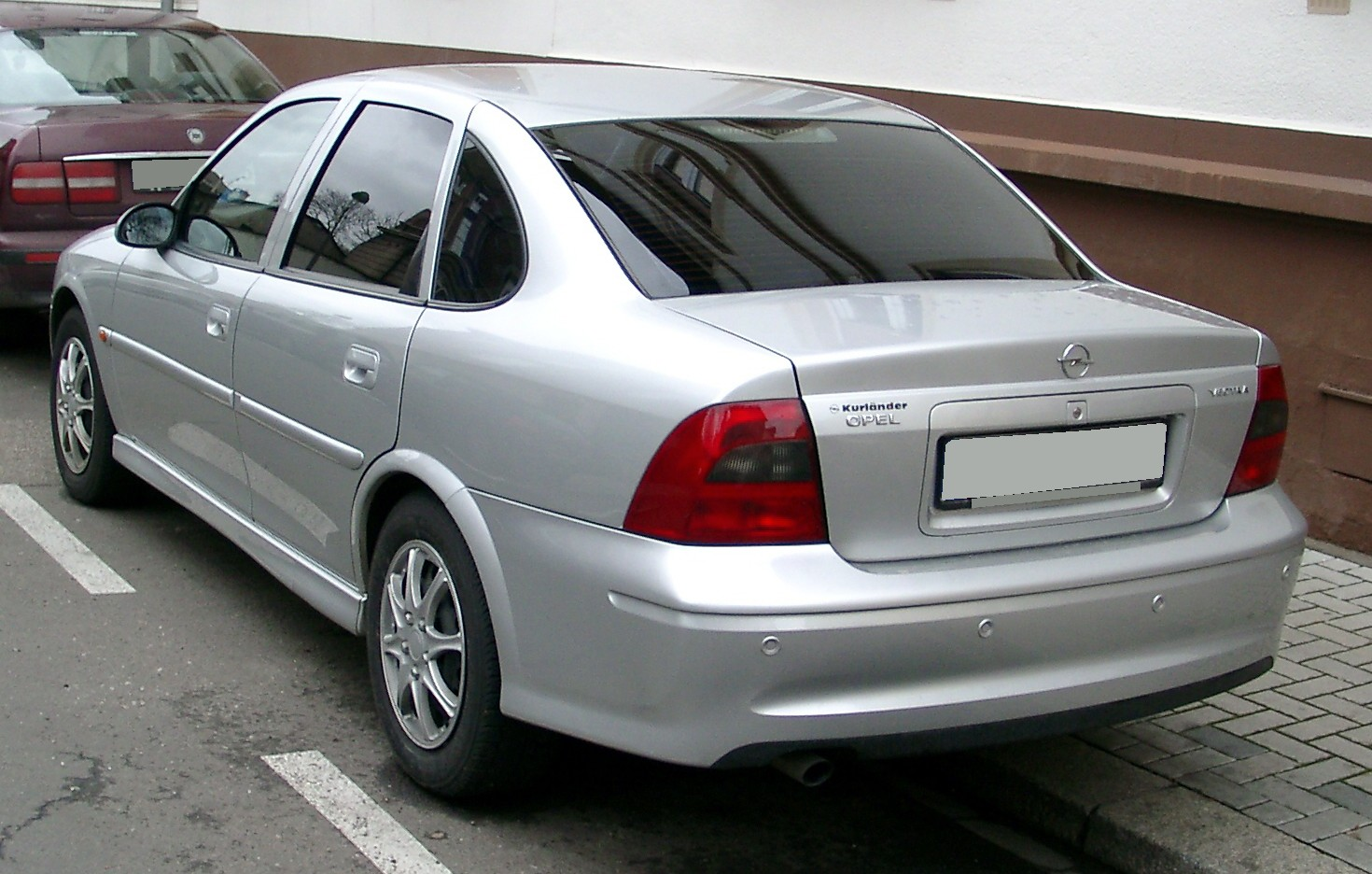
오펠 벡트라(후기형) 후측면

## 3세대

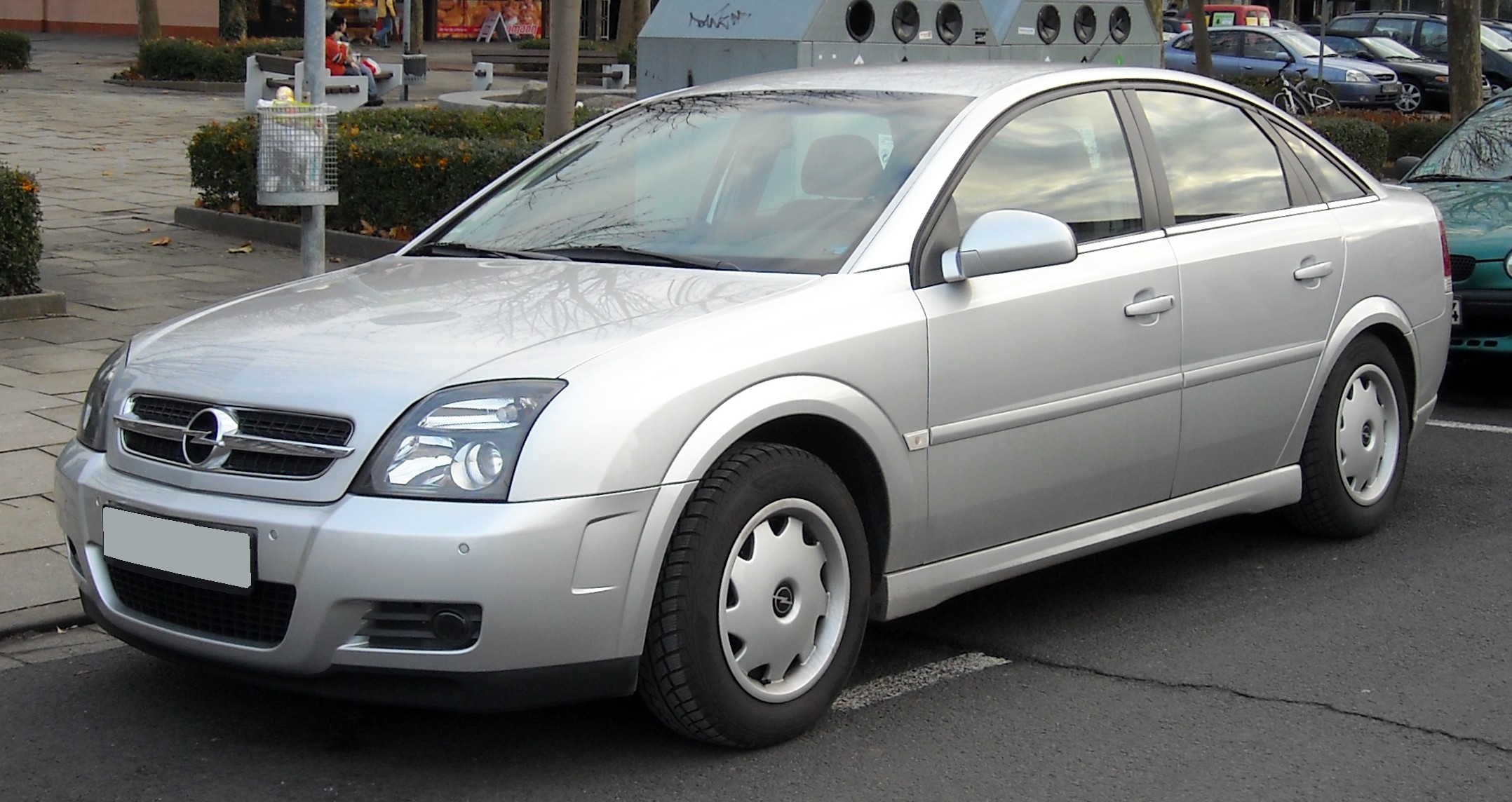
오펠 벡트라(전기형) 정측면

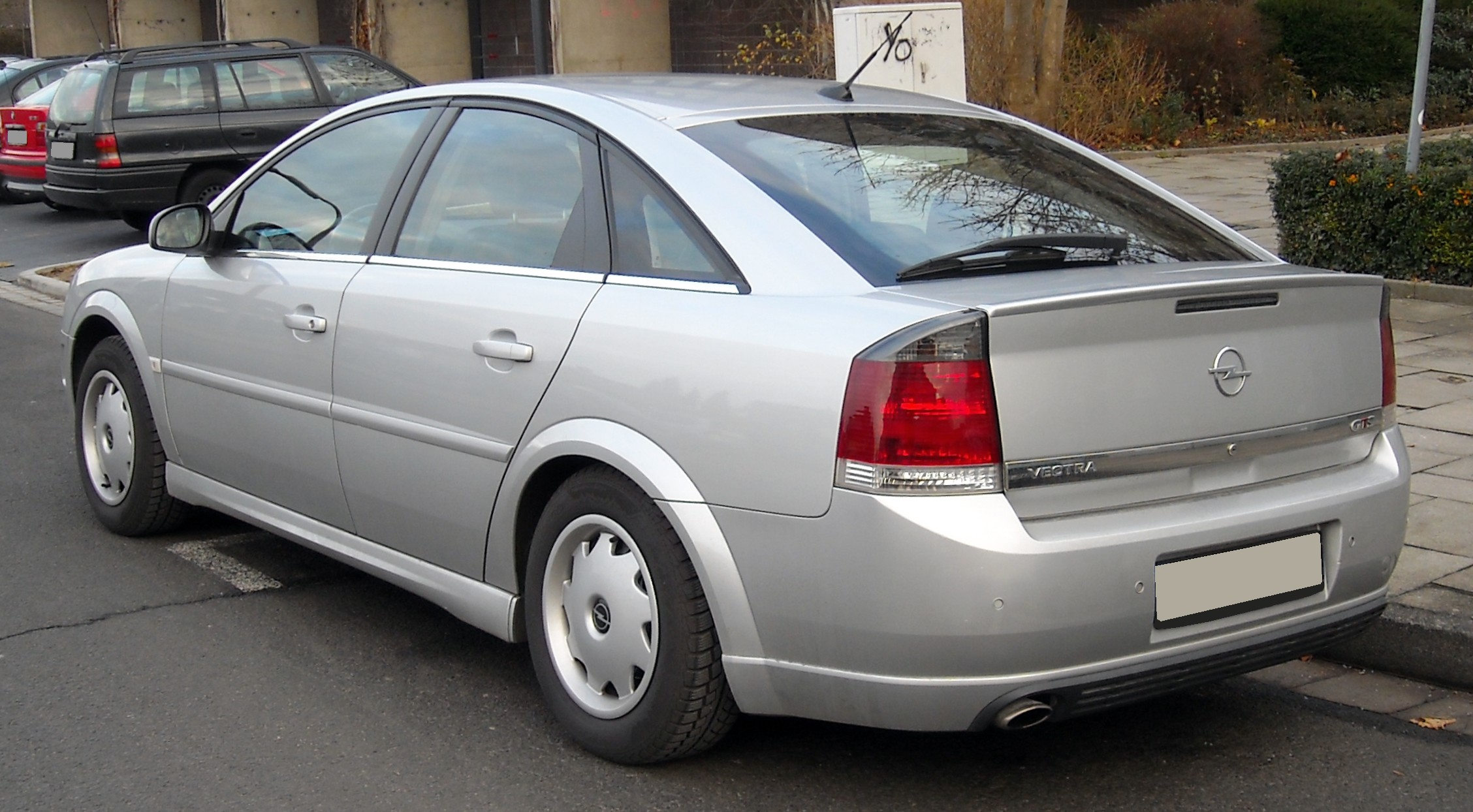
오펠 벡트라(전기형) 후측면

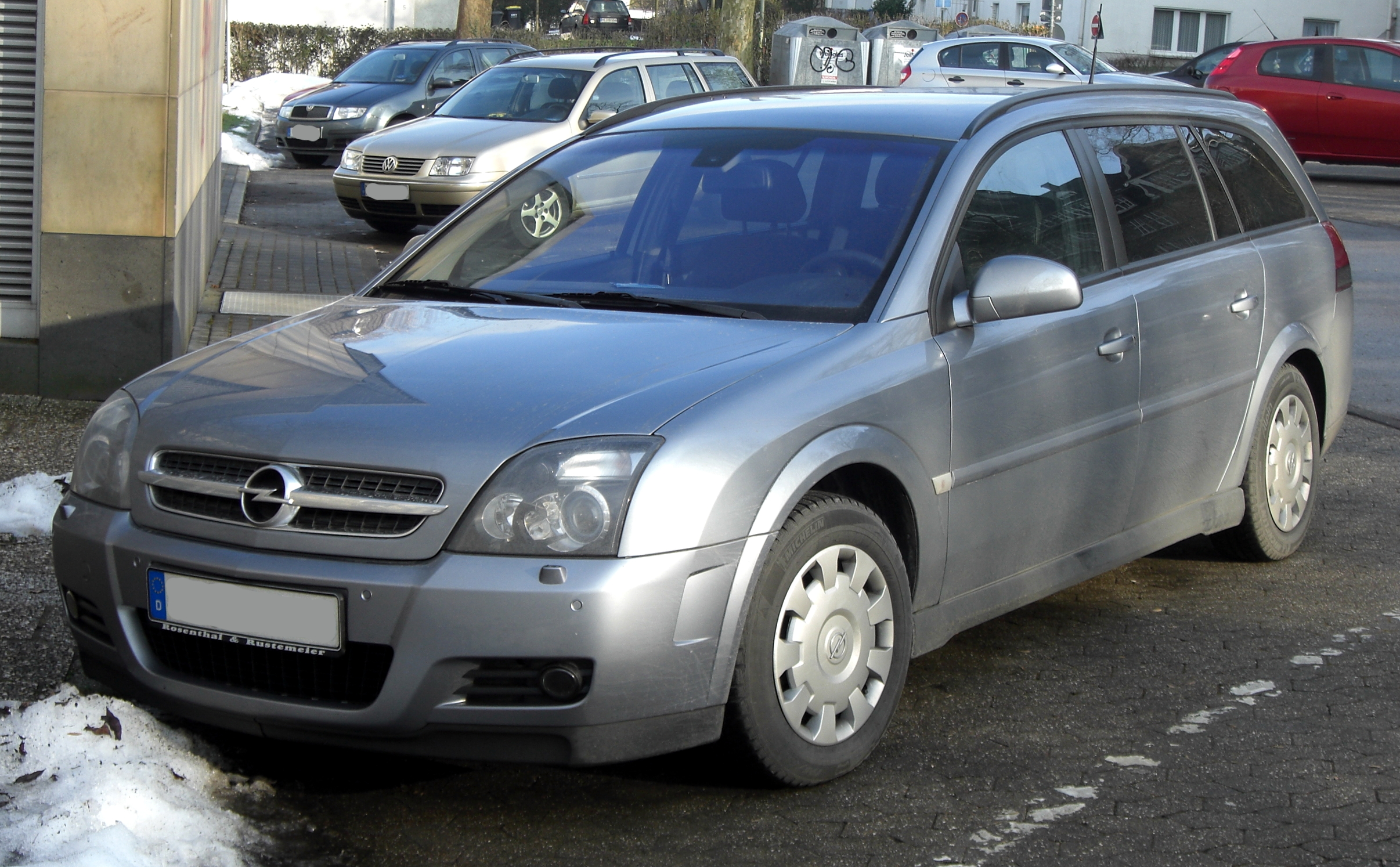
오펠 벡트라 C(전기형) 정측면

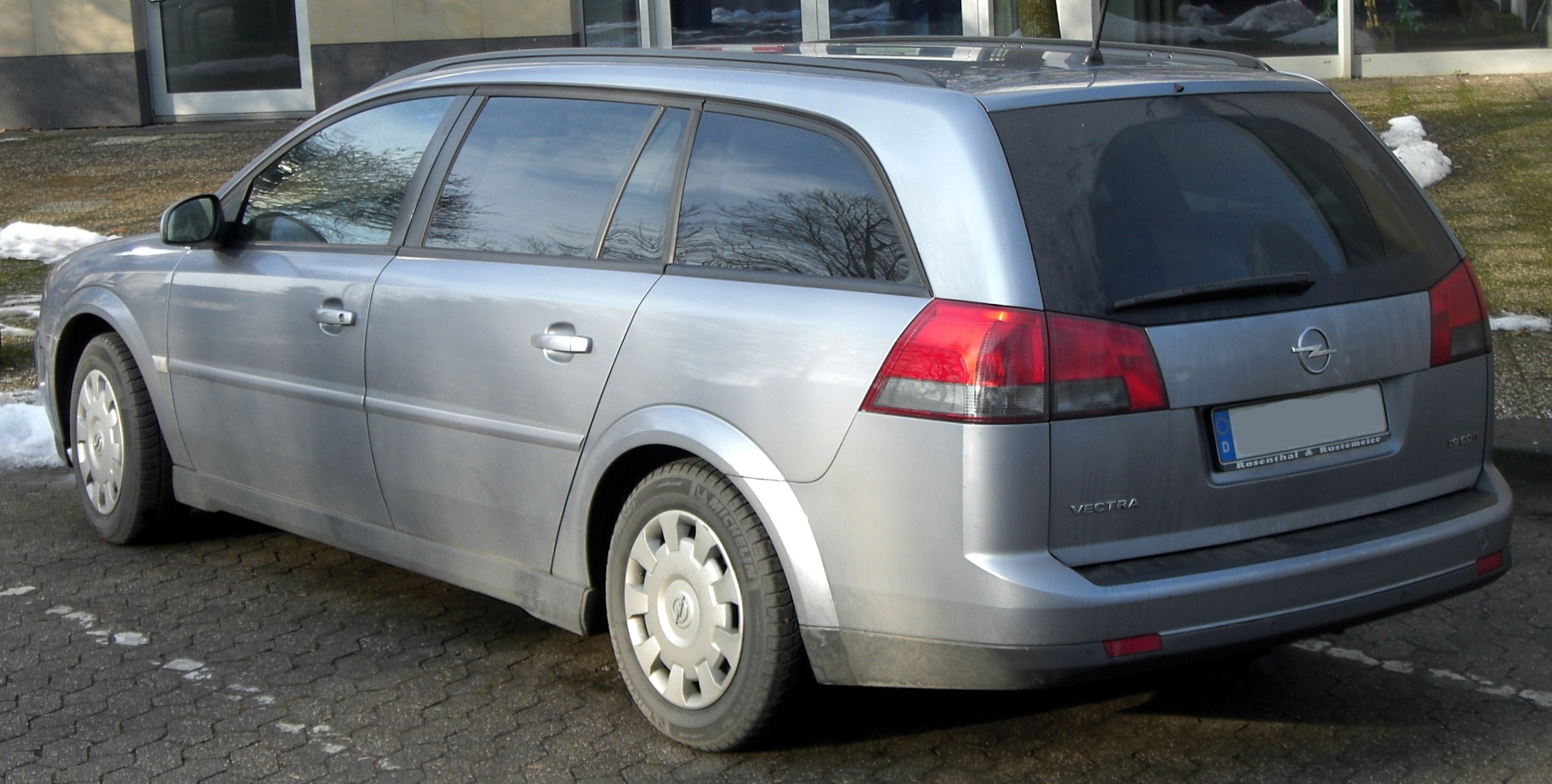
오펠 벡트라 C(전기형) 후측면

2002년 제네바 모터쇼에서 공개되었으며, 오메가도 대체하기 위해 크기가 대폭 커졌다. 1년 뒤인 2003년에는 파생 차종인 시그넘도 출시되었다. 디젤 엔진은 계속해 이스즈의 것이 탑재되었으나, 이후에 피아트의 것으로 변경되었다. 바디 타입은 세단, 스테이션 왜건과 GTS로 명명된 해치백이 있었다. 2005년에는 페이스리프트 모델이 프랑크푸르트 모터쇼에서 공개되었다. 2008년에 후속 차종인 인시그니아가 출시된 이후에도 병행 생산·판매되었다. 그러나 판매 부진과 노후화로 인해 많은 인기를 얻지 못했고, 결국 2009년에 후속 차종 없이 단종되었다.

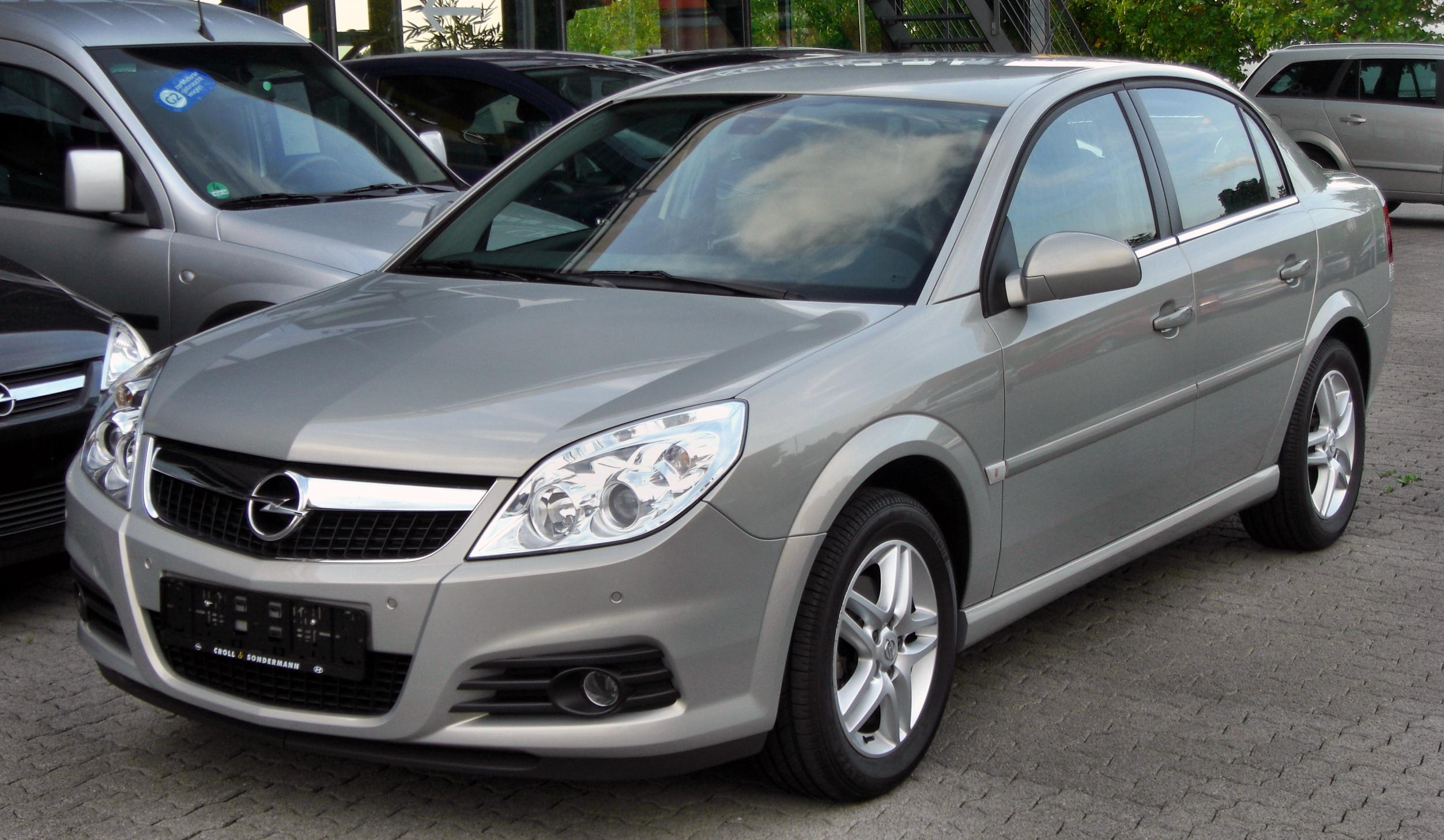
오펠 벡트라(후기형) 정측면
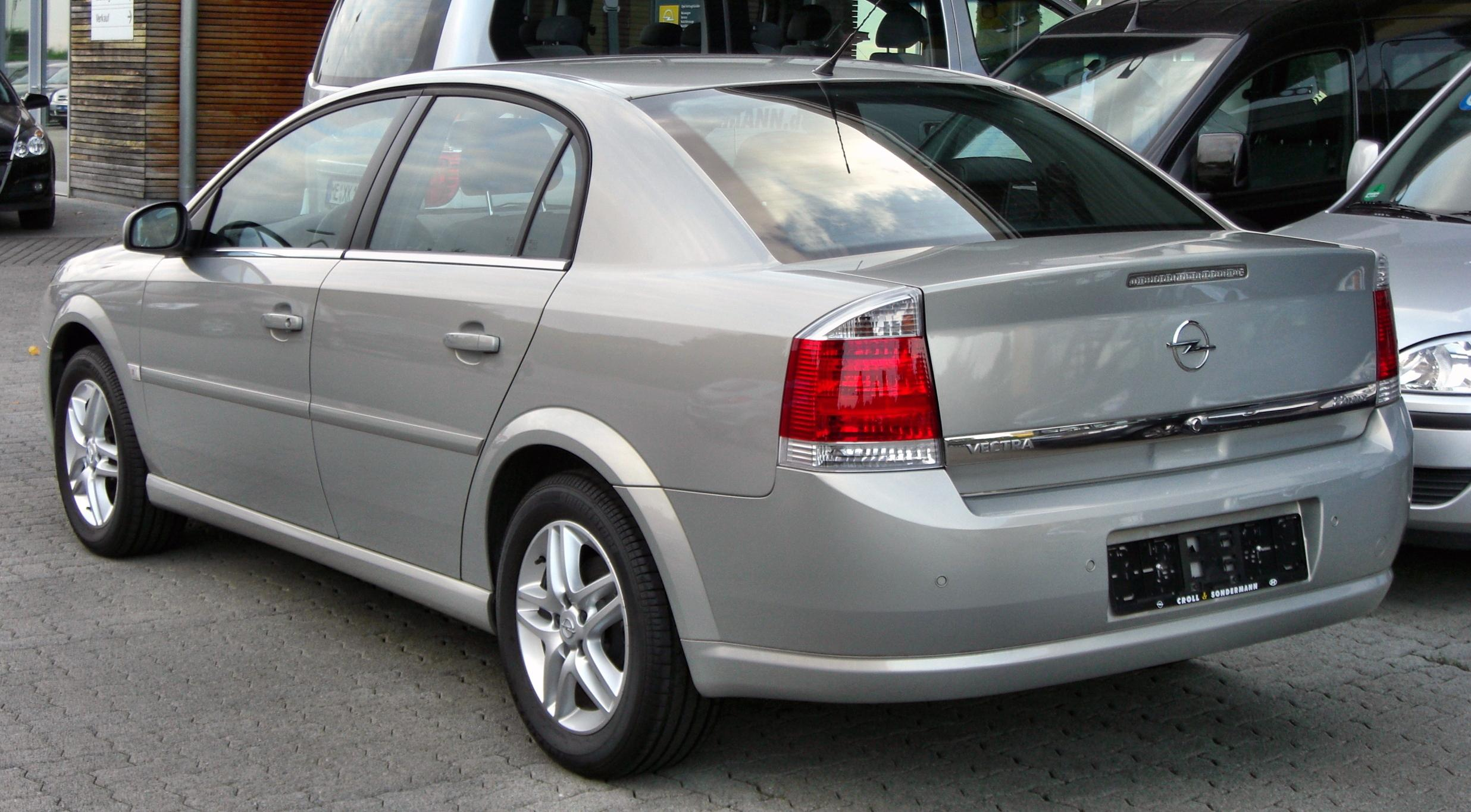
오펠 벡트라(후기형) 후측면

## 비디오 게임에서의 등장
- 3D운전교실